# Liga Canadiense por la Paz y la Democracia
La Liga Canadiense por la Paz y la Democracia (en inglés: Canadian League for Peace and Democracy), fundada en octubre de 1934 como la Liga Canadiense Contra la Guerra y el Fascismo (en inglés: Canadian League Against War and Fascism), fue una organización de masas antifascista presidida por A. A. MacLeod y aliada del Partido Comunista de Canadá. Ganó prominencia como uno de los principales organizadores de la oposición dentro de Canadá a la Alemania nazi tras el ascenso de Adolf Hitler al poder y como opositor de los grupos fascistas que se organizaron dentro de Canadá en los años previos a la Segunda Guerra Mundial. Se disolvió en 1940 tras la implementación del Reglamento de Defensa de Canadá.

## Antecedentes
La liga, que incluía a varios grupos sindicales y de izquierda, significó el paso del Partido Comunista hacia una estrategia de frente popular contra el fascismo y estaba afiliada al Comité Mundial contra la Guerra y el Fascismo. A la conferencia fundacional asistieron más de 500 delegados. La organización intentó generar apoyo entre una muestra representativa de personas fuera del Partido Comunista y atrajo afiliaciones de algunos sindicatos locales, alrededor de una decena de clubes de la Federación Cooperativa de la Mancomunidad (CCF por sus siglas en inglés) y varios grupos de jóvenes. Durante un tiempo, destacados socialdemócratas como Tommy Douglas y Frank Underhill fueron vicepresidentes de la liga, y también participaron los diputados del CCF Douglas y William Irvine, junto con un diputado del Crédito Social y varios clérigos. A través de panfletos y reuniones públicas, su objetivo era «educar a la población canadiense sobre los males del fascismo y movilizar a los canadienses para protestar contra el fascismo en el extranjero y en casa».

## Actividades
La Liga estableció el Comité Canadiense de Ayuda a la Democracia Española, también presidido por MacLeod, y participó en la organización del Batallón Mackenzie-Papineau y en el apoyo al bando republicano en la guerra civil española, en general. La Liga produjo el folleto Spain's Democracy Talks To Canada en 1936.
La Liga estuvo activa denunciando a grupos fascistas en Canadá como el Partido Nacionalista Canadiense, la Unión Canadiense de Fascistas y el Partido de Unidad Nacional de Canadá, se opuso a la Ley del Candado de Quebec, protestó por la persecución de judíos en Europa,  y llamó por un boicot a los productos japoneses después del ataque japonés a China en 1937, y advertía a los canadienses sobre la Alemania nazi y la Italia fascista. También participó en la organización del apoyo a Etiopía cuando fue invadida por Italia.
En agosto de 1937, la organización pasó a llamarse Liga Canadiense por la Paz y la Democracia. A principios de 1938 copatrocinó, con el Partido Comunista, el envío de la unidad médica del Dr. Norman Bethune a China para proporcionar servicios médicos en el campo de batalla al Ejército Popular de Liberación durante la segunda guerra sino-japonesa.
El 4 de julio de 1938, organizó una manifestación masiva en Maple Leaf Gardens en Toronto como una contramanifestación contra la manifestación fundacional del fascista Partido de Unidad Nacional de Canadá de Adrien Arcand que se celebraba al mismo tiempo en Massey Hall. La manifestación del CLPD atrajo a 10 000 personas, frente a las 2500 que asistieron a la manifestación fascista.

## Últimos años y disolución
Aunque en 1938, el líder adjunto del CCF, M. J. Coldwell, habló en una función de la Liga, a finales de año, miembros del CCF como Douglas habían abandonado la organización debido al papel del Partido Comunista y el atractivo de la Liga decayó.
MacLeod dimitió como presidente el 23 de agosto de 1939, el día en que se anunció el Pacto Ribbentrop-Mólotov, el tratado de no agresión entre la Unión Soviética de Josef Stalin y la Alemania nazi de Adolf Hitler que puso fin a la lucha anti-fascista del Partido Comunista hasta que la Alemania nazi invadió la Unión Soviética en 1941. La liga fue prohibida en 1940, junto con el propio Partido Comunista y otras organizaciones aliadas, bajo el Reglamento de Defensa de Canadá.